# Yunnanilus nigromaculatus
Eonemachilus nigromaculatus là một loài cá vây tia thuộc họ Balitoridae.
Loài này chỉ có ở Trung Quốc.